# Harlem Nights
Harlem Nights (en España, Noches de Harlem; en Argentina y en Perú, Los reyes de la noche) es una película de 1989 dirigida por Eddie Murphy y con actuación suya, de Richard Pryor y de Redd Foxx; intervienen también en ella actores como Michael Lerner, Danny Aiello y Della Reese, así como Charlie Murphy, el hermano mayor de Eddie Murphy.

## Sinopsis
Sugar Ray (Richard Pryor) y su hijo adoptivo Vernest «Quick» Brown (Eddie Murphy) regentan un club nocturno, el Club Sugar Ray, a finales de la década de 1920 en el barrio de Harlem, en la ciudad de Nueva York, mientras lidian con mafiosos y funcionarios corruptos de la policía.

## Reparto
- Eddie Murphy ... Vernest «Quick» Brown
- Richard Pryor ... Sugar Ray
- Redd Foxx ... Bennie Wilson
- Danny Aiello ... Phil Cantone
- Michael Lerner ... Bugsy Calhoune
- Della Reese ... Vera
- Berlinda Tolbert ... Annie
- Stan Shaw ... Jack Jenkins
- Jasmine Guy ... Dominique La Rue
- Vic Polizos ... Richie Vento
- Lela Rochon ... Sunshine
- David Marciano ... Tony
- Arsenio Hall ... un hombre que llora
- Thomas Mikal Ford ... Tommy Smalls
- Charlie Murphy ... Jimmy
- Robin Harris ... Romeo
- Uncle Ray Murphy ... Willie
- Desi Arnez Hines II ... Quick de joven
- Michael Buffer ... anunciador de ring
- Reynaldo Rey ... Gambler

## Candidaturas a los Premios Óscar
- Durante la ceremonia de 1990, Harlem Nights fue candidata al Premio Óscar al Mejor Diseño de Vestuario (Joe Tompkins I.) pero el jurado concedió este premio a otra película, Enrique V, de Kenneth Branagh.